# Тавельское сельское поселение
Тавельское се́льское поселе́ние — муниципальное образование в Мамадышском районе Татарстана Российской Федерации.
Административный центр — село Тавели.

## История
Статус и границы сельского поселения установлены Законом Республики Татарстан от 31 января 2005 года № 35-ЗРТ «Об установлении границ территорий и статусе муниципального образования "Мамадышский муниципальный район" и муниципальных образований в его составе».

## Население
| 2010 | 2011 | 2012 | 2013 | 2014 | 2015 | 2016 |
| ---- | ---- | ---- | ---- | ---- | ---- | ---- |
| 465  | ↘462 | ↘449 | ↘436 | →436 | ↗437 | ↘426 |
| 2017 | 2018 |      |      |      |      |      |
| ↘417 | ↗423 |      |      |      |      |      |

## Состав сельского поселения
| № | Населённый пункт | Тип населённого пункта       | Население |
| - | ---------------- | ---------------------------- | --------- |
| 1 | Нагашево         | деревня                      |           |
| 2 | Тавели           | село, административный центр |           |
| 3 | Чаксы            | село                         |           |

## Известные уроженцы
- Зимин, Дмитрий Логгинович (1867 — 1937) — уроженец села Тавели, учитель, эсер, депутат Государственной думы II созыва от Симбирской губернии, поминается как новомученик российский.